# Hermann Brede
Hermann Brede (* 24. Februar 1923 in St. Magnus bei Bremen; † 13. Dezember 2023) war ein deutscher Architekt.

## Biografie
Brede war der Sohn eines Kapitäns. Er studierte nach seinem Militärdienst im Zweiten Weltkrieg Architektur an der Technischen Hochschule Braunschweig – wie zu dieser Zeit auch u. a. Carsten Schröck und Ludwig Almstadt – bei Friedrich Wilhelm Kraemer (Braunschweiger Schule) und Johannes Göderitz.
Er war ab 1953 Mitarbeiter im Büro von Julius Schulte-Frohlinde in Bremen. In Bremen gründete er Ende der 1950er Jahre ein eigenes Architekturbüro. Ein Kreis junger aufstrebender Architekten um Brede, Schröck, Peter Ahlers, Hans Budde und Hubert Behérycz, die für einen Architekturwandel in Bremen eintraten, nannte sich Zementring. Ahlers, Brede, Budde, und Schröck bildeten ab 1963 eine lose Bürogemeinschaft am Breitenweg in Bremen-Mitte.
Brede leitete von 1972 bis 1984 den Landesverband Bremen des Bundes Deutscher Architekten (BDA), dem er von 1962 bis 1986 angehörte. Er war Mitschöpfer des BDA-Architekturpreises.
Für die „Überlassung einer größeren Anzahl von Medaillen und Münzen[, mit der er] wesentlich zur Bereicherung des Fundus an Kunst- und Kulturschätzen der TU Bergakademie Freiberg beigetragen“ hat, wurde er am 1. Juni 2016 vom sächsischen Ministerpräsidenten mit dem Sächsischen Verdienstorden ausgezeichnet.
Brede war verheiratet und lebte in Schwachhausen, wo er zuletzt auch sein Büro hatte. Er starb am 13. Dezember 2023 im Alter von 100 Jahren.

## Bauten und Entwürfe

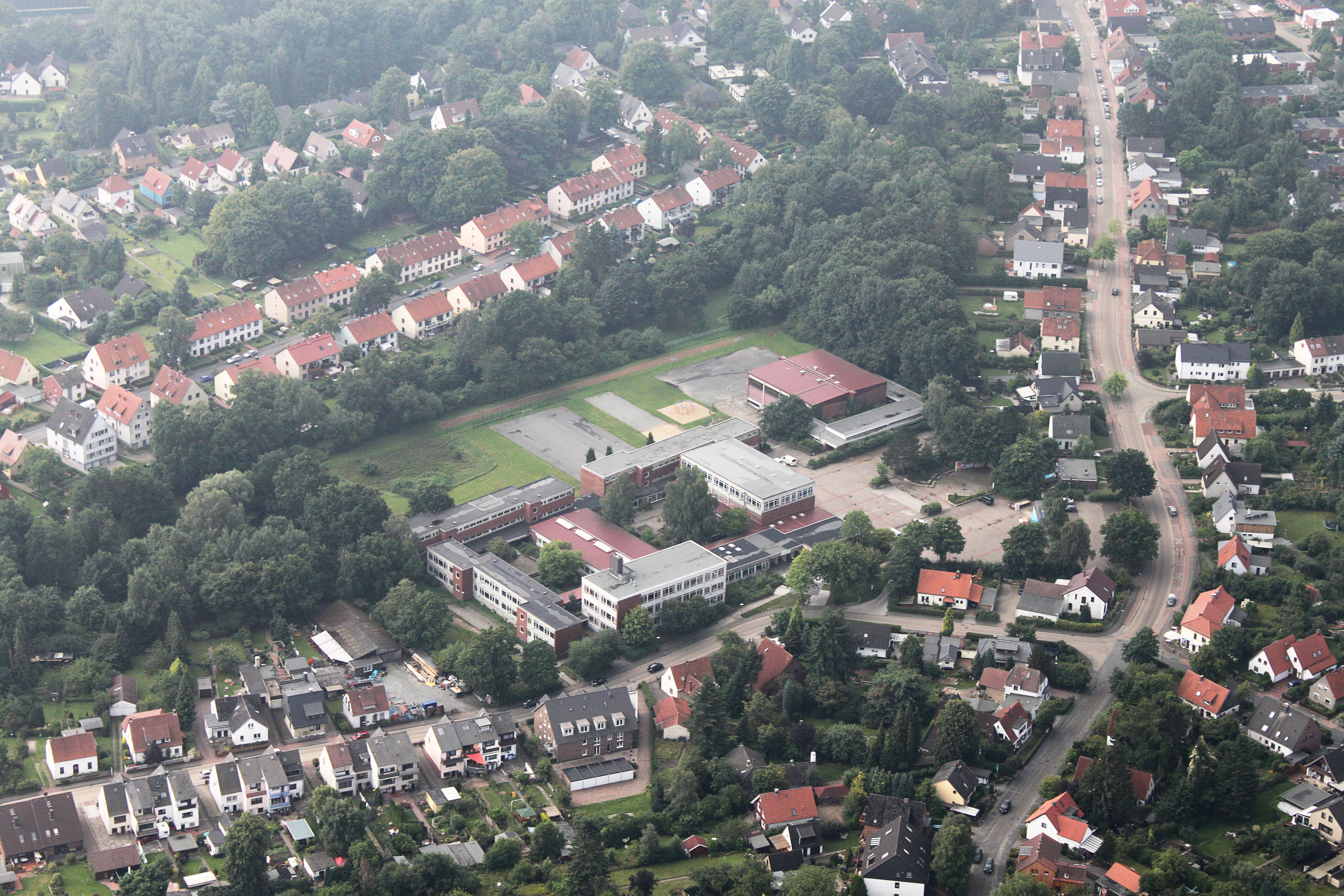
Oberschule Lesum

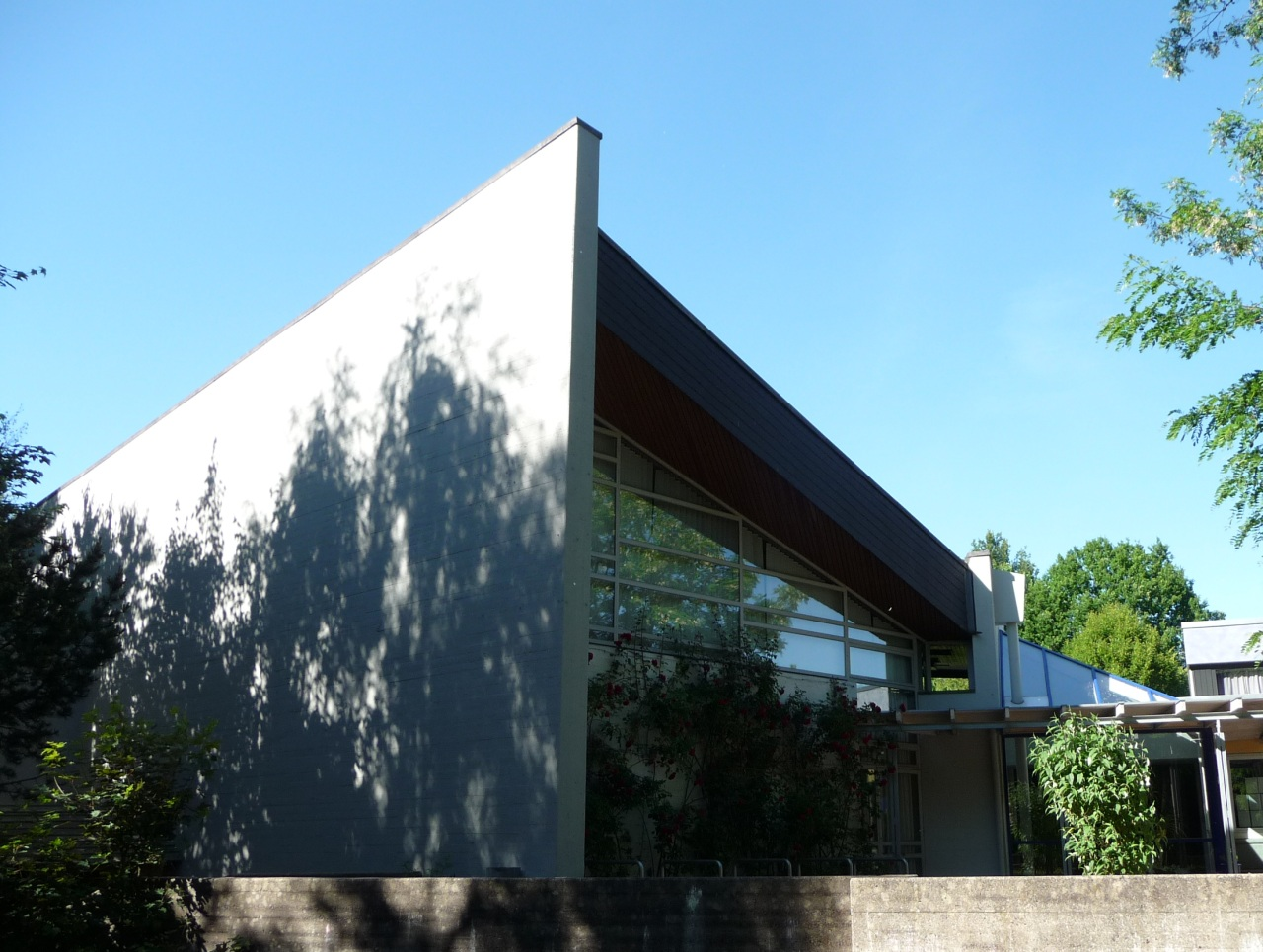
Gemeindezentrum am Ellener Brok

- 1957: Wohnhaus E. am Maßolleweg in Oberneuland[4]
- 1957: Schwesternwohnheim Lesmona am Lungenkrankenhaus im Knoops Park (2016 abgebrochen)[5][6]
- 1958: Wohnhaus Hillmann in Oberneuland[7]
- 1964–1967: Gymnasium Lesum, Steinkamp 6 (ausgezeichnet mit dem BDA-Preis Bremen 1974)[8][9]
- um 1965: Wohngebäude der GEWOBA in der Neuen Vahr
- 1965–1969: Jugendherberge Syke, Nordwohlder Straße
- 1966: Kirche in Ritterhude, Werschenrege
- Wettbewerbsentwurf für die Kirche St. Magni (prämiert mit dem ersten Preis, nicht ausgeführt)[10]
- um 1967: Polizeigebäude am Sedanplatz in Bremen-Vegesack
- 1967–1969: Gemeindezentrum Ellener Brok, Graubünder Straße (2017 entwidmet, 2018 abgerissen)[11][12]
- 1968–1974: Empfangshalle des Flughafens Bremen (nach 1991 für eine Neuanlage abgebrochen)[13]
- 1973–1976: Schulzentrum an der Bördestraße in Burglesum[14]
- 1975–1976: Gemeindezentrum Oslebshausen[15]
- 1979–1980: Erweiterungsbau für die Deutsche Bank AG in Bremen-Mitte, Katharinenstraße[16]